# Francis Kerbiriou
Francis Kerbiriou (ur. 11 maja 1951 w Rennes) – francuski lekkoatleta (sprinter), medalista olimpijski z 1972 i halowy mistrz Europy z 1973.

## Kariera
Specjalizował się w biegu na 400 metrów. Zdobył brązowy medal w sztafecie 4 × 400 metrów (w składzie: Gilles Bertould, Daniel Vélasques, Kerbiriou i Jacques Carette) na igrzyskach olimpijskich w 1972 w Monachium, a w biegu na 400 metrów odpadł w ćwierćfinale.
Na halowych mistrzostwach Europy w 1973 w Rotterdamie zwyciężył w sztafecie 4 × 2 okrążenia (sztafeta biegła w składzie: Lucien Sainte-Rose, Patrick Salvador, Kerbiriou i Lionel Malingre).
Zdobył srebrny medal w sztafecie 4 × 400 metrów (w składzie: Roqui Sanchez, Kerbiriou, Francis Demarthon i Jean-Claude Nallet) oraz zajął 7. miejsce w biegu na 200 metrów na igrzyskach śródziemnomorskich w 1975 w Algierze. Na igrzyskach olimpijskich w 1976 w Montrealu sztafeta francuska w składzie: Hugues Roger, Vélasques, Kerbiriou i Hector Llatser odpadła w eliminacjach.
Był mistrzem Francji w biegu na 400 metrów w 1972 i 1975, wicemistrzem w 1973 oraz brązowym medalistą w 1974 i 1976, a także halowym mistrzem na tym dystansie w 1973 i 1975.
Był rekordzistą Francji w sztafecie 4 × 400 metrów z wynikiem 3:00,65 osiągniętym 10 września 1972 w Monachium.
Rekordy życiowe Francisa Kerbiriou:
| Konkurencja        | Data i miejsce          | Wynik |
| ------------------ | ----------------------- | ----- |
| bieg na 400 metrów | 23 lipca 1972, Colombes | 46,01 |